# Sonate K. 305
La sonate K. 305 (F.253/L.322) en sol majeur est une œuvre pour clavier du compositeur italien Domenico Scarlatti.

## Présentation
La sonate K. 305, en sol majeur, notée Allegro, est un mouvement de danse au mètre irrégulier. Dès l'ouverture et jusqu'à la mesure 12, le rythme dansant est véritablement jazzy, avec un regroupement irrégulier de 5/8 – 3/8 – 2/8 – 5/8, malgré la mesure à 
. Cette ambiguïté reprend mesure 19 à 21. Dans son ensemble la sonate offre de nombreuses analogies d'écriture avec la sonate K. 311 (rapprocher les mesures 82–84 avec les 26–28 de la K. 305), la 284 (ouverture, avec mesures 5–7), la 372 (mesures 37–39) et la 413 (mesures 9–10 avec 12–13). La seconde partie, après le retour du matériel initial, donne l'impression, passée la mesure 22, d'accélérer jusqu'à la fin.

## Manuscrits
Le manuscrit principal est le numéro 11 du volume VI de Venise (1753), copié pour Maria Barbara ; l'autre est Parme VIII 4.

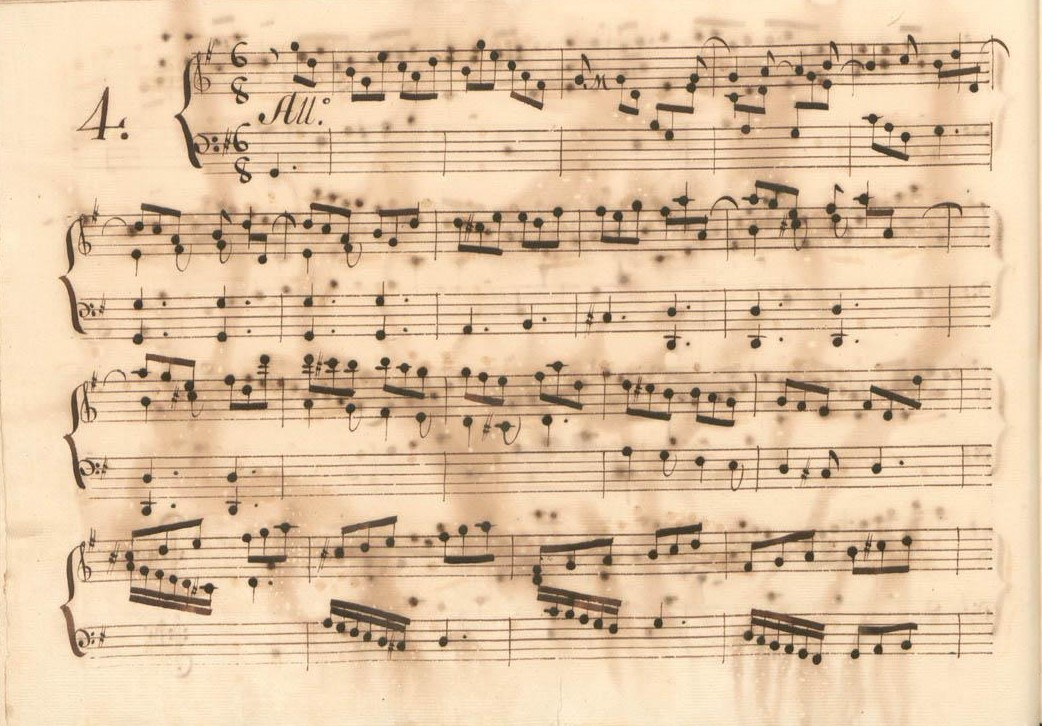
Parme VIII 4.
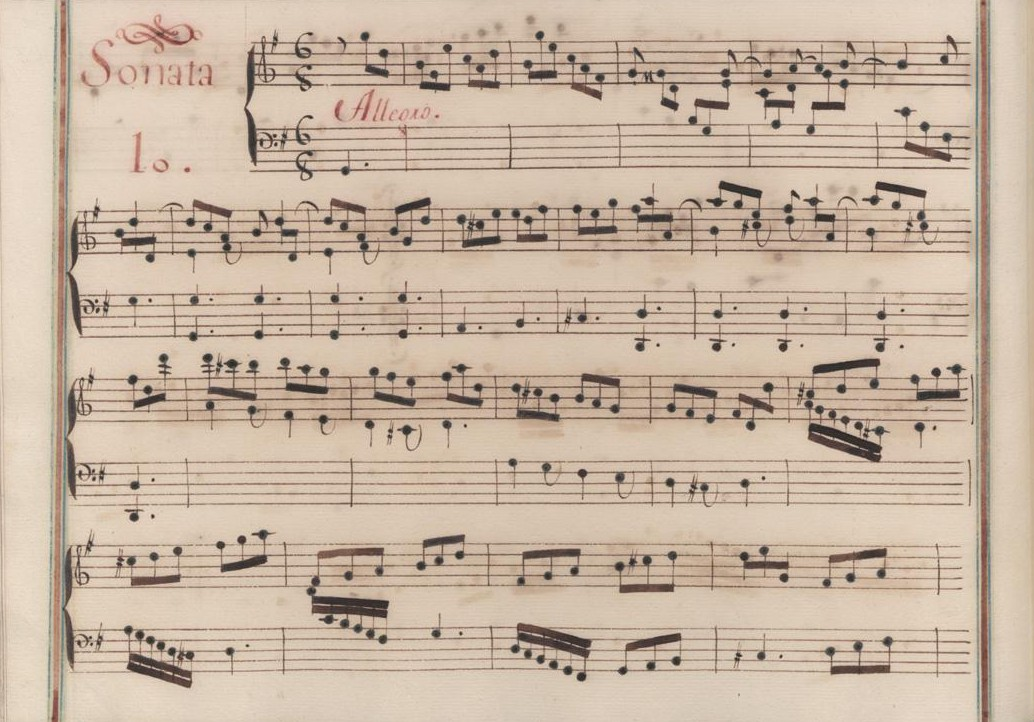
Venise VI 10.

## Interprètes
La sonate K. 305 est défendue au piano, notamment par Carlo Grante (2013, Music & Arts, vol. 4) et Eylam Keshet (2016, Naxos, vol. 22) ; au clavecin par Scott Ross (1985, Erato), Richard Lester (2003, Nimbus, vol. 3) et Pieter-Jan Belder (Brilliant Classics). Andrea Marcon (1996, Divox) l'interprète à l'orgue.

## Sources
: document utilisé comme source pour la rédaction de cet article.
- Ralph Kirkpatrick (trad. de l'anglais par Dennis Collins), Domenico Scarlatti, Paris, Lattès, coll. « Musique et Musiciens », 1982 (1re éd. 1953 (en)), 493 p. (ISBN 978-2-7096-0118-4, OCLC 954954205, BNF 34689181).
- Alain de Chambure, « Domenico Scarlatti : Intégrale des sonates — Scott Ross », Erato (2564-62092-2), 1985 (OCLC 891183737) .
- (en) W. Dean Sutcliffe, The Keyboard Sonatas of Domenico Scarlatti and Eighteenth-Century Musical Style, Cambridge / New York, Cambridge University Press, 2008, xi-400 (ISBN 978-0-521-07122-2, OCLC 1005658462).